# Indigofera aquae-nitentis
Indigofera aquae-nitentis là một loài thực vật có hoa trong họ Đậu. Loài này được Bremek. miêu tả khoa học đầu tiên.